# Bruno Montaleone
Bruno Montaleone (ur. 19 czerwca 1996 w Rio de Janeiro) – brazylijski aktor telewizyjny i filmowy.

## Wybrana filmografia

### Telewizja
- 2015–16: Trening: Twoje miejsce na świecie (Malhação: Seu Lugar no Mundo) jako Glauco Farias[1]
- 2016: Trening: Pro Dia Nascer Feliz (Malhação: Pro Dia Nascer Feliz) jako Glauco Farias[potrzebny przypis]
- 2017: Dni były takie (Os Dias Eram Assim) jako Aluno de Natália[potrzebny przypis]
- 2017: Druga strona raju (O Outro Lado do Paraíso) jako João de Assis[2]
- 2018: Czas się nie zatrzymuje (O Tempo Não Para) jako Francisco Bento de Castro Dominguez (Bento)[potrzebny przypis]
- 2019: Słynny taniec (Dança dos Famosos) jako Uczestnik (11. miejsce)[potrzebny przypis]
- 2021: Sekretne prawdy II (Verdades Secretas II) jako Matheus Ewbank[3]
- 2022: Powrót do 15 (De Volta aos 15) jako Fabrício[potrzebny przypis]
- 2023: Idealna miłość (Amor Perfeito) jako Ivan Evaristo[potrzebny przypis]

### Filmy fabularne
- 2021: Pamiętniki wymiany (Diários de Intercâmbio) jako Lucas Paredes Hamlin[potrzebny przypis]
- 2021: Detektyw Madeinusa (Detetive Madeinusa) jako Uóston[4]